# 蘭丁海崖
蘭丁海崖，是南極洲的海崖，處於桑德爾福德灣西南部，距離卡洛琳米科爾森山以西約26公里，由挪威製圖師根據探險隊拍攝的空中照片繪入地圖。
69°44′41″S 73°42′35″E / 69.74472°S 73.70972°E